# Tetum

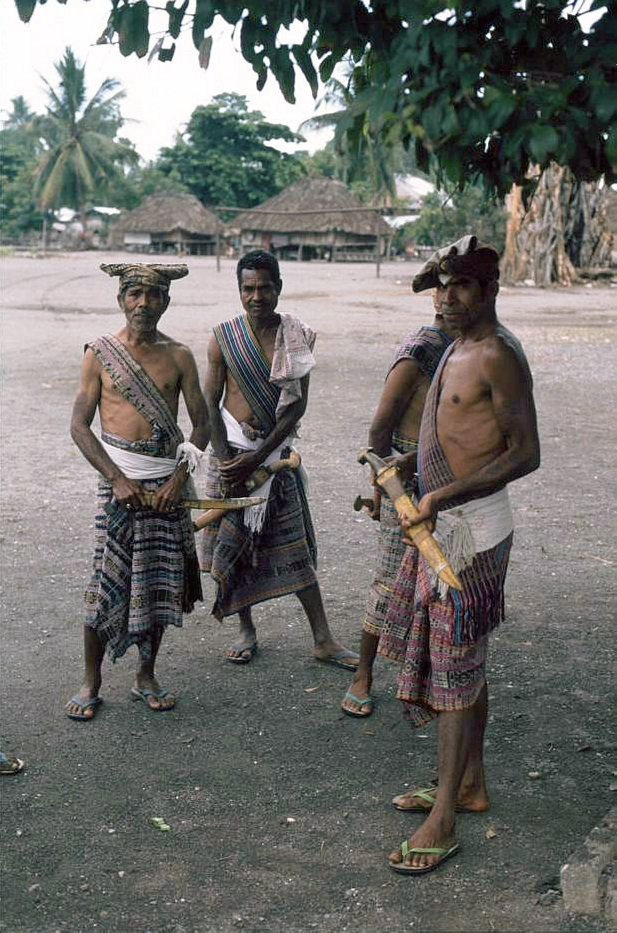
Tetum in traditioneller Tracht in Suai (2003)

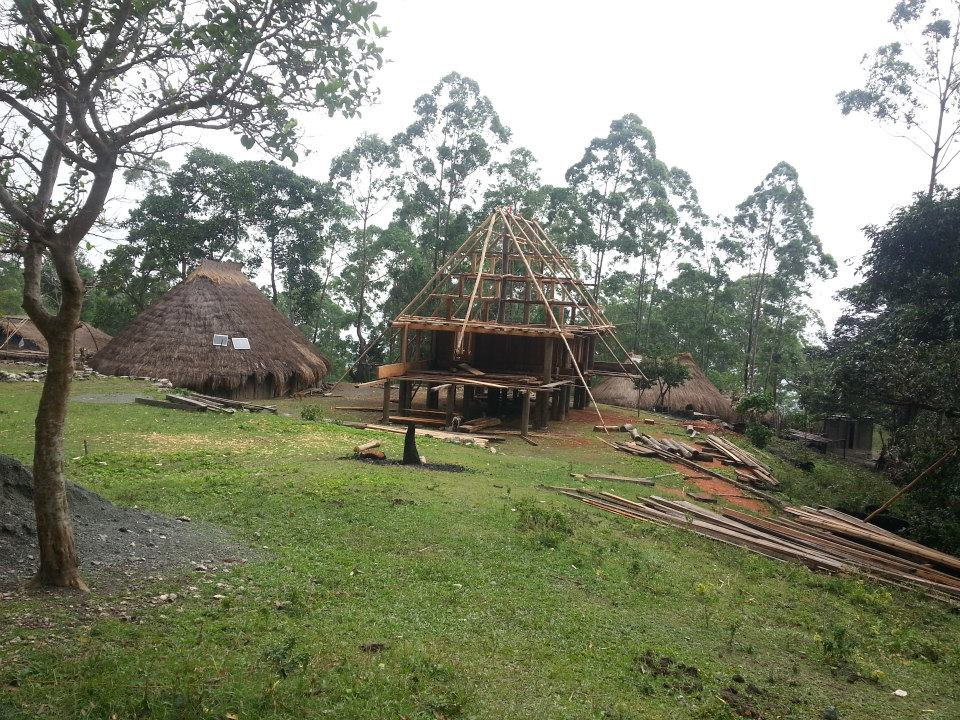
Hütten der Tetum in Dato Rua

Die Tetum (auch Tétum oder Tetun, früher Belu) sind die größte Ethnie Osttimors. Im indonesischen Westtimor bilden sie einen Großteil der Bevölkerung in den Regierungsbezirken Belu und Malaka.

## Übersicht

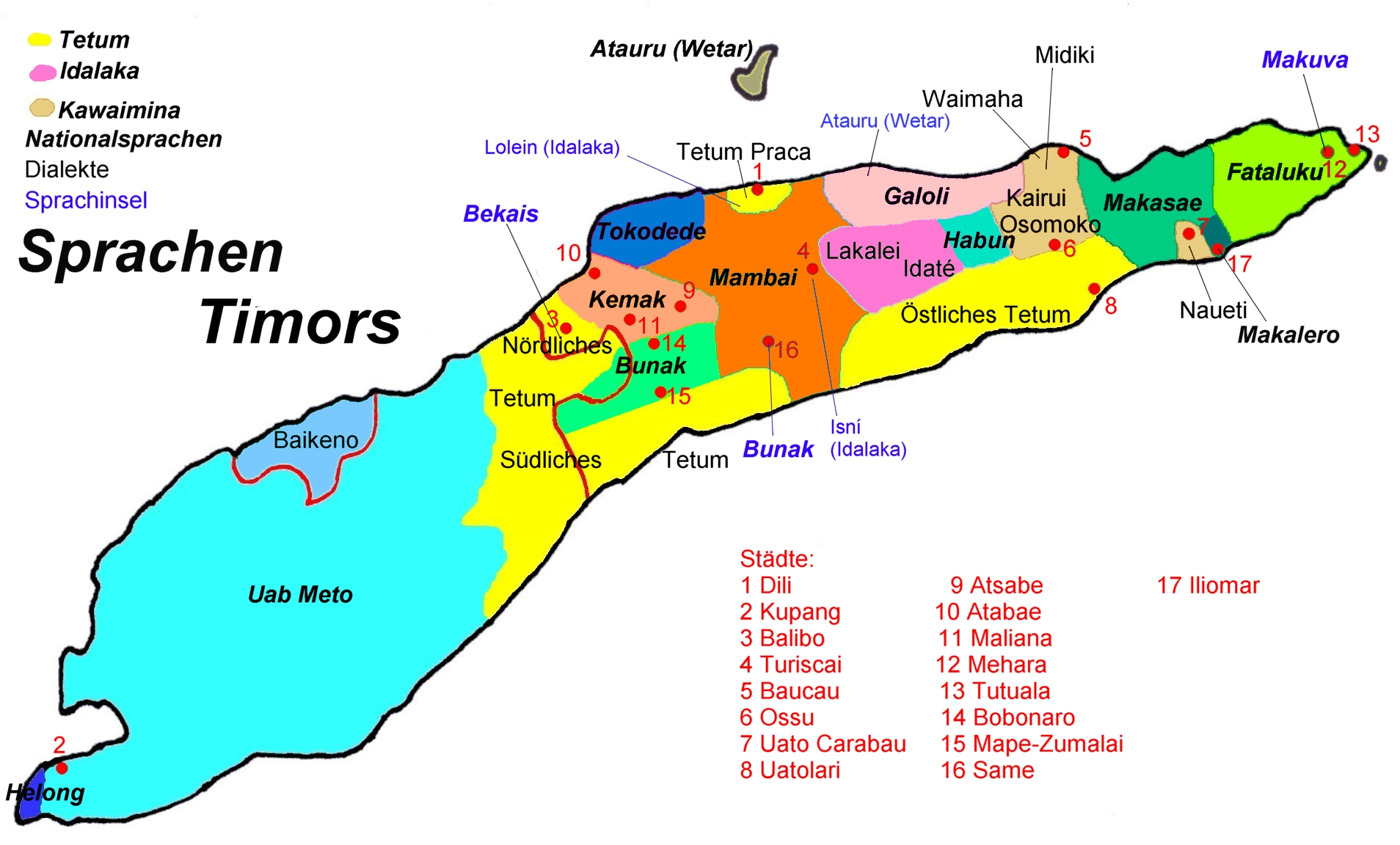
Übersichtskarte der Sprachen Timors

Die malayo-polynesischen Tetum bilden mit etwa 450.000 Angehörigen die größte Ethnie Osttimors und mit 500.000 die zweitgrößte in Westtimor. Sie wanderten erst im 14. Jahrhundert nach Timor ein, ihren Erzählungen zufolge aus Malakka. Zuerst ließen sie sich im Zentrum der Insel nieder und verdrängten die Atoin Meto in den Westteil Timors. Später stießen sie auch in den Ostteil weiter vor und gründeten insgesamt vier Reiche, von denen Wehale das mächtigste war. Ihre Sprache wurde schon damals zur Verkehrssprache im Zentrum und Osten der Insel. Noch heute leben die Tetum in der Mitte der Insel auf beiden Seiten der Grenze und an der Südostküste.
Die Tetum sprechen verschiedene Dialekte des Tetum. Tetum Prasa ist offizielle Amtssprache in Osttimor neben Portugiesisch. Allein in Osttimor sprechen über 432.766 Einwohner Tetum als Muttersprache (2015). Von den verschiedenen Dialekten geben 361.027 Osttimoresen an, dass Tetum Prasa ihre Muttersprache ist, 71.418 nennen hier Tetum Terik und 321 Nanaek (2015).
Die alte Fremdbezeichnung Belu bedeutet auf Deutsch Freund oder der Gönner. Nach dieser wurde in kolonialer Zeit der Osten der Insel Timors als Belu bezeichnet.
Anders als die anderen Tetumsprecher sind die Tetum Terik Fehan matriarchal organisiert, was in Osttimor sonst nur bei Bunak und Galoli der Fall ist. Die Tetum Terik Fehan leben in Manufahi, Cova Lima, Bobonaro und Manatuto.

## Schöpfungsmythos
Bei den Tetum Terik in Viqueque glaubt man, dass die ersten Menschen aus zwei Löchern oder Vaginas, Mahuma und Lequi Bui, im Boden entstiegen, indem sie an heiligen Ranken herauskletterten. Daher werden bei den Tetum Terik die Türen zu den traditionellen Wohnhäusern als Vagina bezeichnet und das Innere als WOMB, der weibliche Raum. Das in Unter- und Oberwelt geteilte Universum der Tetum Terik ist nach ihrem Glauben durch die Vagina der Frau verbunden. Die heilige und als weiblich definierte Unterwelt wird von den Frauen dominiert, während die säkulare und männliche Oberwelt von den Männern besetzt ist. Beide Welten müssen zusammenfinden, sonst würden Unfruchtbarkeit, Krankheit und Tod drohen.